# Scarecrow (Comicfigur)
Scarecrow („Vogelscheuche“) ist eine fiktive Figur im Besitz des US-amerikanischen Unterhaltungskonzerns Time Warner. Der Charakter ist die Hauptfigur einer Reihe von Comicpublikationen im Programm des zu Time Warner gehörenden Verlages DC Comics und hat ferner Vermarktung in einer Reihe von Merchandising-Produkten wie Action-Figuren, Postern und Trading-Cards gefunden.
Bekanntheit erlangte die Figur der „Vogelscheuche“ vor allem als häufig wiederkehrender Gegenspieler des Superhelden Batman in dessen Comics und Zeichentrick-Serien sowie in jüngerer Zeit vor allem in dem Kinofilm Batman Begins von 2005, The Dark Knight von 2008 und The Dark Knight Rises von 2012.
Die Website IGN listete Scarecrow 2009 in einem Ranking der „100 besten fiktiven Bösewichte“ als Nr. 58 auf.

## Figurenbeschreibung und Publikationsgeschichte
Die Figur der Vogelscheuche kann dem Figuren-Typus des sogenannten Superschurken zugeordnet werden, der üblicherweise einem oder mehreren Superhelden-Figuren als Widersacher gegenübersteht. Sie wurde 1941 von dem Autor Bill Finger und dem Zeichner Bob Kane für die Ausgabe #3 der Comicserie World’s Finest Comics entwickelt.

## Erscheinungsbild
Als Antipode des Verbrecherjägers Batman wird Scarecrow in diesem Heft als ein krimineller ehemaliger Psychiater und Universitätsprofessor (daher ein typischer böser Verrückter Wissenschaftler) namens Jonathan Crane vorgestellt, der in einer Kostümierung als Vogelscheuche (meist ein brauner zerrissener Lumpenanzug, häufig mit Hut und sogar Strohhalmen, die aus dem Kostüm herausragen) und ausgerüstet mit psychoaktiven Nervengasen die Bevölkerung von Batmans Heimatstadt Gotham City terrorisiert. Dazu kommt oft noch Heugabel oder Sense, meist als Hinrichtungswerkzeug.
Die Besonderheit des von Crane entwickelten Angst-Gases besteht dabei darin, dass es jeden, der mit ihm in Kontakt kommt, seine schlimmsten subjektiven Albträume in Form von Halluzinationen durchleben lässt. Als Motiv für Cranes Verhalten wird eine Mischung aus wissenschaftlicher Faszination für das psychologische Phänomen der Angst, das er durch praktische „Feldversuche“ weiter erforschen möchte, als auch eine ganz persönliche sadistische Freude an der Furcht seiner Opfer angegeben.
Die mit der Zeit entwickelte Hintergrundgeschichte (sogenannte Origin-Story) von Scarecrow legt dar, dass Jonathan Crane bereits als Kind ein abnormes Vergnügen daran empfindet, andere Menschen und Tiere (vor allem Vögel) zu erschrecken. Er macht diese Vorliebe dann zu seinem Beruf, indem er die Furcht als seinen Forschungsschwerpunkt als Psychiater wählt. Spott, der ihn sein Leben lang wegen seiner exzentrischen Art und seines schmächtigen Erscheinungsbildes begleitet, verbitterte ihn zuerst gegen seine Mitmenschen und ruft den Wunsch hervor, diese zu quälen und sich für das erlittene Leid zu rächen. Nachdem Crane wegen seiner unorthodoxen Lehrmethoden (so bringt er eine Schusswaffe zu Demonstrationszwecken in eine Vorlesung mit) und der Misshandlung von Studenten im Rahmen von Furcht-Experimenten als Professor entlassen wird, beschließt er, sich kostümiert als Vogelscheuche an seinen Mitmenschen zu vergreifen.
Der bürgerliche Name der Vogelscheuche, Crane, ist ein sprechender Name, der auf die Figur des spindeldürren Schulmeisters Ichabod Crane in Washington Irvings Geschichte Die Sage von der schläfrigen Schlucht anspielt: Der äußerst schmächtige Jonathan Crane gleicht seinem Namensvetter durch seine äußere Erscheinung als auch durch das Motiv des Andere-Erschreckens. Im Gegensatz zu Ichabod Crane, der das Opfer eines üblen Halloween-Schabernacks wird, ist Jonathan Crane allerdings derjenige der andere mit furchterregendem Streichen heimsucht. Innerhalb der fiktiven Wirklichkeit der Batman- und Scarecrow-Geschichten erscheint Irvings Figur häufiger als Inspiration der Vogelscheuche.
Nachdem die Figur der Vogelscheuche mehr als 20 Jahre lang in keiner Batman-Geschichte mehr genutzt worden war, wurde sie von dem Autor Gardner Fox und dem Zeichner Sheldon Moldoff für das Heft Batman #189 vom Februar 1967 aus der Versenkung geholt und – etwas überarbeitet – erneut in die Batman-Comics eingeführt, in denen sie seither kontinuierlich auftritt. Nach seinen Niederlagen gegen Batman, Robin oder andere Superhelden oder Gesetzeshüter wird Crane üblicherweise in die Nervenheilanstalt des Arkham Asylum gebracht, aus der er jedoch – wie andere Schurken – immer wieder fliehen kann.

## Charakterisierung
Ein häufiger wiederkehrendes Thema der Scarecrow-Geschichten sind Versuche Cranes, sich an Personen oder Institutionen, die ihm früher einmal übel mitgespielt haben (wie Mitschüler seiner Collegezeit, die seine dürre Statur verspotteten oder Professorenkollegen an der Universität, die seine ärmliche Kleidung belächelten), zu rächen, indem er diese mit seinen Nervengas-Attacken in schwere Angstzustände bis hin zum Tod versetzt. Andere Geschichten zeigen ihn als eine Art Amokläufer, der mutwillig durch die Straßen zieht, um Einzelpersonen oder Menschenmengen zu terrorisieren. Diese quält er entweder an öffentlichen Plätzen oder er verschleppt sie in eigene Folterkeller, in denen er sie systematisch psychisch zugrunde richtet. In wieder anderen Geschichten nutzt Scarecrow seine Fähigkeiten, um Schutzgelder zu erpressen oder um von ihm designte Drogen wie Thrill zu vertreiben. Nachdem Scarecrow sich in der Storyline As the Crow Flies von 2004 unter dem Einfluss eines Mutagens, das ihm die Ärztin Linda Friitawa verabreicht, zeitweise in eine monströse Kreatur namens Scarebeast verwandelt, ist er in nachfolgenden Geschichten wieder der alte.
Häufig arbeitet Scarecrow auch mit anderen Batman-Schurken wie dem Joker (so in der Knightfall-Saga) als Team zusammen oder er wird von Schurken wie Hush oder Black Mask (Battle for the Cowl, 2009) als Handlanger engagiert. Häufig führt Scarecrow zudem eine Krähe als Haustier bei sich.

## Auftritte in anderen Medien
Scarecrow wurde als Schurke in den Zeichentrickserien The Batman/Superman Hour (Episode The Great Scarecrow Scare, US-Synchronstimme Ted Knight, 1968). Challenge of the SuperFriends (US-Synchronstimme Don Messick, 1978), The Super Powers Team: Galactic Guardians (Folge The Fear; US-Synchronstimme Andre Stojka) und Batman: The Animated Series (US-Synchronstimme: Henry Polic II, später Jeffrey Combs) verwendet.
2005 war Scarecrow einer von mehreren Hauptschurken in dem Kinofilm Batman Begins, in dem er von Cillian Murphy verkörpert wurde. In den Fortsetzungen The Dark Knight und The Dark Knight Rises kehrt Murphy in der Rolle für Cameo-Auftritte zurück. Im Gegensatz zu den Batman-Comics ist Jonathan Crane in den Kinofilmen der Leiter des Arkham Asylums, der Psychiatrie von Gotham City. Dort führt er fragwürdige Angst-Experimente an seinen Patienten durch, außerdem erklärt er Handlanger des Kriminellen Carmine Falcone gegen Bezahlung für unzurechnungsfähig, um ihnen eine schnellere Haftentlassung zu ermöglichen. Scarecrow trägt, ebenfalls im Gegensatz zu den Comics, in den Filmen nicht die Kluft einer Vogelscheuche, sondern einen Anzug, sodass er nur noch durch eine sackähnliche Maske einer echten Vogelscheuche ähnelt.
In dem Direct-to-Zeichentrickfilm Gotham Knight wird Scarecrow von dem Schauspieler Corey Burton synchronisiert.
Die Origin-Geschichte von Scarecrow wird in der Krimiserie Gotham erzählt. Hier wird Jonathan Crane zunächst von Charlie Tahan und ab der zweiten Hälfte der vierten Staffel von David W. Thompson verkörpert. Die Prequel-Serie zeigt Jonathan vor der Verwandlung in Scarecrow in seiner Jugend. Er wird als Sohn von Gerald Crane dargestellt, einem Wissenschaftler, der in dieser Kontinuität für die Erschaffung des Scarecrow-Gases verantwortlich ist. Dieses Serum wurde ursprünglich zur Beseitigung von Angstgefühlen entwickelt. Als Jonathan von seinem Vater das Angstserum injiziert bekommt, wird er ab diesem Zeitpunkt von Halluzinationen verfolgt, in denen ihn lebendige Vogelscheuchen terrorisieren. Er wird daraufhin in eine Nervenheilanstalt verwiesen, aus der er erst in der vierten Staffel von einer Verbrecherbande befreit wird. Diese zwingen Jonathan dazu, die Formel für das Angstserum seines verstorbenen Vaters zu rekonstruieren. Crane wird schließlich zu Scarecrow, als er von den Verbrechern über einen längeren Zeitraum mit einer Vogelscheuche psychisch gefoltert wird, wodurch er seine pathologische Angst vor Vogelscheuchen schließlich überwindet. Er kleidet sich in ein Scarecrow-Kostüm, bewaffnet sich mit einer Sense und beschließt, Gotham City mit seinem Angstgas ins Chaos zu stürzen. Später wird er ins Arkham Asylum gesperrt, aus dem er gemeinsam mit dem Mad Hatter und Jerome Valeska fliehen kann. Zusammen mit Pinguin, Mr. Freeze und anderen Schurken schließen sie sich zu einer Liga aus Gotham Citys gefürchtetsten Verbrechern zusammen.
Seit den 1990er Jahren wurde Scarecrow als Gegenspieler von Batman in zahlreichen Video- und Computerspielen verarbeitet: So in Batman: The Animated Series, Adventures of Batman & Robin, Batman Begins (2005), Batman: Rise of Sin Tzu, Lego Batman: Das Videospiel und Batman: Arkham Asylum (US-Synchronstimme: Dino Andrade; 2009). In dem zuletzt genannten ist Scarecrows Erscheinungsbild grundlegend überarbeitet worden: So trägt er eine Gasmaske und einen mit Spritzen besetzten Handschuhklaue, die an die Figur des Freddy Krueger aus der Nightmare-Horrorfilm-Serie erinnert. In halluzinogenen Rauschzuständen, die Batman unter dem Einfluss des Scarecrow-Gases durchlebt, erscheint Scarecrow als ein monströser Riese. In dem Spiel Batman Arkham City trifft der Spieler auf mehrere Hinweise zu Scarecrow, so liegt seine Maske auf einem Gerüst. Zu einer Begegnung kommt es jedoch nicht.
Im 2015 erschienenen Videospiel Batman: Arkham Knight kehrte Crane als Scarecrow zurück und arbeitete mit dem titelgebenden Arkham Knight zusammen, um Batman endgültig zu Fall zu bringen. In dem Spiel in einem evakuierten Gotham, in welchem sich nur noch Polizei und Verbrecher befinden, droht Scarecrow damit, mittels des sogenannten Cloudburst ganz Gotham mit seinem Angsttoxin zu infizieren und die Stadt so im Chaos versinken zu lassen. Zusätzlich ist Scarecrow dank des Arkham Knight Batman stets einen Schritt voraus und entführt die, die ihm nahestehen. Im Finale schafft es Batman schließlich, Crane selbst das Toxin zu injizieren, woraufhin der Spieler Zeuge von Scarecrows größter Angst wird: Batman. Ein völlig verängstigter und desorientierter Crane wird anschließend in das GCPD (Gotham City Police Department) und damit hinter Gitter gebracht. Die Geschichte endet mit der Demaskierung Batmans und dessen dafür vorgesehenen Knightfall-Protokolls, indem er Gothams Bevölkerung glauben lässt, dass Bruce Wayne/Batman bei einer Explosion des Wayne Manor ums Leben kam.

## Veröffentlichungen unter dem Scarecrow-Titel
- New Year's Evil: Scarecrow, 1998.
- Batman/Scarecrow. Year One, 2004.
- Scarecrow Tales, 2005.